# Morpho
Morpho is een geslacht van vlinder uit de familie Nymphalidae.

## Soorten
| - Morpho absoloni May, 1924 - Morpho achillaena Hübner, 1816 - Morpho achilles (Linnaeus, 1758) - Morpho adonis (Cramer, 1779) - Morpho aega (Hübner, 1822) - Morpho alexandrovna Druce, 1874 - Morpho amathonte Deyrolle, 1860 - Morpho amphitrion Staudinger, 1887 - Morpho anaxibia (Esper, 1801) - Morpho aphrodite Le Moult & Real, 1962 - Morpho athena Otero, 1966 - Morpho aurora Westwood, 1851 - Morpho breyeri Orfila, 1963 - Morpho catenarius Perry, 1811 - Morpho cisseis C. & R. Felder, 1860 - Morpho confusa Le Moult & Real, 1962 - Morpho cora Schaus, 1928 - Morpho crameri Kirby, 1871 - Morpho cypris Westwood, 1851 - Morpho cytheris Godart, 1823 - Morpho deidamia (Hübner, 1819) - Morpho diadema Fruhstorfer, 1905 - Morpho didius Hopffer, 1874 - Morpho electra Röber, 1903 - Morpho epistrophis (Fabricius, 1796) - Morpho eros Fruhstorfer, 1913 - Morpho eugenia Deyrolle, 1860 - Morpho fruhstorferi Röber, 1903 - Morpho godartii Guérin, 1844 - Morpho granadensis Felder, 1867 - Morpho hebe Westwood, 1851 - Morpho hector Röber, 1903 - Morpho hecuba (Linnaeus, 1771) - Morpho helena Staudinger, 1890 - Morpho helenor (Cramer, 1776) - Morpho hercules (Dalman, 1823) - Morpho hermione Röber, 1903 - Morpho iphiclus Felder, 1862 - Morpho iphitus Felder, 1867 - Morpho justitiae Salvin & Godman, 1868 - Morpho krugeri Röber, 1927 - Morpho laertes (Drury, 1782) | - Morpho leonte Hübner, 1807 - Morpho leontius Felder, 1867 - Morpho luna Butler, 1869 - Morpho lympharis Butler, 1873 - Morpho marcus (Schaller, 1785) - Morpho marinita Butler, 1872 - Morpho menelaus (Linnaeus, 1758) - Morpho metellus (Cramer, 1782) - Morpho nestor Cramer, 1775 - Morpho niepelti Röber, 1927 - Morpho nymphalis Le Moult & Real, 1962 - Morpho ockendeni Rothschild, 1916 - Morpho papirius Hopffer, 1874 - Morpho parallelus Le Moult, 1933 - Morpho patroclus Felder, 1861 - Morpho peleides (Kollar, 1850) - Morpho peleus Röber, 1903 - Morpho penelope Weber, 1963 - Morpho perseus (Cramer, 1779) - Morpho phanodemus Hewitson, 1869 - Morpho polyphemus Westwood, 1850 - Morpho portis (Hübner, 1821) - Morpho rhetenor (Cramer, 1775) - Morpho rhodopteron Godman & Salvin, 1880 - Morpho richardus Fruhstorfer, 1898 - Morpho rugitaeniatus Fruhstorfer, 1907 - Morpho schultzei Le Moult & Real, 1962 - Morpho staudingeri Niepelt, 1927 - Morpho stoffeli Le Moult & Real, 1962 - Morpho sulkowskyi Kollar, 1850 - Morpho taboga Le Moult & Real, 1962 - Morpho telamon Röber, 1903 - Morpho telemachus (Linnaeus, 1758) - Morpho thalpius Hübner, 1806 - Morpho thamyris Felder, 1867 - Morpho theseus Deyrolle, 1860 - Morpho thoosa Smyth, 1903 - Morpho titei Le Moult & Real, 1962 - Morpho trojana Röber, 1903 - Morpho uraneis Bates, 1865 - Morpho urania Deyrolle, 1860 - Morpho zephyritis Butler, 1873 |